# Meridian (Mississippi)
Meridian je město ve Spojených státech amerických. Nachází se v okrese Lauderdale County, jehož je zároveň správním městem, ve státě Mississippi. Ve městě žije přibližně 35 tisíc obyvatel a jeho rozloha činí 2,0 km². Je 8. nejlidnatějším městem v Mississippi, přičemž leží 150 kilometrů východně od města Jackson, 248 kilometrů jihozápadně od Birminghamu v Alabamě, 325 kilometrů severovýchodně od New Orleans v Louisianě a 372 kilometrů jihovýchodně od Memphisu v Tennessee. Město bylo založeno roku 1854. Své sídlo zde má společnost zaměřující se na prodej audiotechniky Peavey.

## Rodáci
- Hayley Williams (* 1988) – americká zpěvačka, skladatelka a klavíristka, členka hudební skupiny Paramore
- Sela Ward (* 1956) – americká herečka a modelka
- Samuel Mockbee (1944–2001) – americký architekt
- Jimmie Rodgers (1897–1933) – americký zpěvák
- Al Wilson (zpěvák) (1939–2008) – americký zpěvák
- Chris Ethridge (1947–2012) – americký baskytarista, člen skupiny The Flying Burrito Brothers